# Pleurocera showalteri
Pleurocera showalteri é uma espécie de gastrópode  da família Pleuroceridae.
É endémica dos Estados Unidos da América.